# 胡导
胡导（1915年8月—2013年7月14日），原名胡道祚，男，安徽泾县人，中国话剧演员、导演、戏剧理论家、教育家，国家有突出贡献话剧艺术家。